# Seni (Virrey de Kush)
Seni era un funcionario del Antiguo Egipto, que sirvió como Virrey de Kush bajo los faraones Thutmose I y Thutmose II. Como tal, tenía los títulos de "Hijo del rey de Kush (Sa nesut en Kush)", "Supervisor de los países del sur" y "Alcalde de la ciudad del sur (Tebas)". Como Hijo del rey en Kush, era el principal funcionario a cargo del gobierno de las provincias de Kush.

## Testimonios de su época
- Seni es conocido principalmente por la inscripción en dos de jambas de las puertas que se encuentran en la fortaleza de Kumma, donde se enumeran sus títulos, incluido el de  "Supervisor del doble granero de Amón".[1]
- Existe una inscripción biográfica en Semna donde se informa que un funcionario fue promovido por Thutmose I a "Hijo del rey".[2] Está sin datar y el nombre de la persona se ha perdido, pero también aparece el título de "Supervisor del doble granero de Amón", lo que indica que podría referirse a Seni.[3]